# Hyllie kyrka
Hyllie kyrka är en kyrkobyggnad i Kroksbäck i Malmö. Den är församlingskyrka i Hyllie församling i Lunds stift.

## Kyrkobyggnaden
Hyllies medeltida kyrka i Hyllieby revs när "Hyllie nya kyrka" byggdes 1889. Denna nya kyrka bytte namn till Limhamns kyrka 1908 (samtidigt med att församlingen bytte namn från Hyllie till Limhamn). År 1969, då Hyllie församling återupprättades, uppfördes en vandringskyrka i trä på Vanåsgatan, Limhamn..  Nuvarande kyrka i Hyllie uppfördes 1985 efter ritningar av arkitekt Allan Nilsson och invigdes 8 december samma år. Kyrkan med församlingslokaler utgörs av den tidigare Gamlegård, en fyrlängad gård från 1840-talet med vitputsade väggar och sadeltak täckta med lertegel. Platsen för "Hyllie gamla kyrka" markeras i dag med ett kors på Hyllie kyrkogård.

## Inventarier
- Från den ursprungliga kyrkan från 1200-talet finns en dopfunt.
- Altartavlan är utförd av konstnären Ulla Viotti.

### Orgel
- 1752 byggdes en orgel av Christian Fredrik Hardt, Malmö med sex stämmor (i den medeltida kyrkan).[4]

| Manual          |
| Gedackt 8'      |
| Principal 4'    |
| Kvinta 3'       |
| Sesquialtera II |
| Mixtur II       |
| Superoktava 2'  |

- 1849 byggde Johan Ernst Bäckström, Strömstad en orgel med fyra stämmor.
- 1969 byggde Bruno Christensen & Sönner, Tinglev, Danmark en orgel med fem stämmor.
- Den nuvarande orgeln byggdes 1986 av A. Mårtenssons Orgelfabrik AB, Lund och är en mekanisk orgel.

| Huvudverk I    | Svällverk II      | Pedal       | Koppel  |
| Basetthorn 8´  | Borduna 8´        | Subbas 16´  | I/P     |
| Rörflöjt 8'    | Salicional 8'     | Subbas 8´   | II/P    |
| Oktava 4'      | Voix celeste 8'   | Dulcian 16' | II/I    |
| Larigot 2 2/3' | Traversflöjt 4'   |             | II 4'/P |
| Waldflöjt 2'   | Principal 2'      |             |         |
| Ters 1 3/5'    | Mixtur 3 chor     |             |         |
| Tremulant      | Oboe 8'           |             |         |
|                | Tremulant         |             |         |
|                | Crescendosvällare |             |         |